# Иннокентий V
Инноке́нтий V (лат. Innocentius PP. V, в миру — Пьер де Тарантез фр. Pierre de Tarentaise; около 1225 — 22 июня 1276) — папа римский с 21 января по 22 июня 1276 года.

## Биография
Пьер де Тарантез родился между 1224 и 1225 годами в Шампаньи-ан-Вануаз, в долине Тарантез в Савойе. По непроверенной версии, он мог родиться на итальянской стороне Альп, в деревне Экур (фр. Écours), принадлежащей муниципалитету Ла-Саль. В шестнадцать лет присоединился к монашескому ордену доминиканцев в Лионском монастыре. В 1255 году он был отправлен в Парижский университет, где получил звание магистра богословия в 1259 году. Позже Пьетро стал профессором университета и получил титул «Doctor famosissimus» — «Самый известный доктор». В 1272 г. он был назначен архиепископом Лиона и примасом Галлии, в 1273 великим пенитенциарием, а в 1274 г. кардиналом-епископом Остии и Веллетри. 
Пьетро участвовал в работе Второго Лионского собора и был избран папой 21 января 1276 года после смерти Григория X, чьим близким советником он являлся. Пьетро взял имя Иннокентий V.
Иннокентий придерживался миролюбивой политики, славился мудростью и благочестием. Он пытался примирить гвельфов с гибеллинами, города Пизу и Луку, Рудольфа Габсбурга и Карла Анжуйского. На пути в Рим новый папа встретился в Витербо между 7 и 12 февраля с Карлом Анжуйским, который в последующие дни был им утвержден в должности сенатора Рима и викария Тосканы, в то время как, по совету Карла, отложил коронацию Рудольфа Габсбурга до возвращения им Романьи.
От предшественников ему досталась идея организации нового крестового похода, чтобы освободить Святую Землю. В этом контексте следует рассматривать и его усилия по воссоединению с Церковью Византии и контакты с Михаилом VIII Палеологом. В этих обстоятельствах Иннокентий неожиданно скончался в Риме 22 июня 1276 года, спустя всего пять месяцев понтификата. По прошествии некоторого времени, во время понтификата Иоанна XXI, его останки были похоронены в Латеранской базилике. Его могила была разрушена, и останки утрачены во время сильного землетрясения, которое произошло в XVIII веке.
Иннокентий является автором ряда трактатов по богословию, философии и церковному праву.
Иннокентий V был причислен к лику блаженных Папой Львом XIII 14 марта 1898 года, день памяти — 22 июня.